# 莊園宅邸

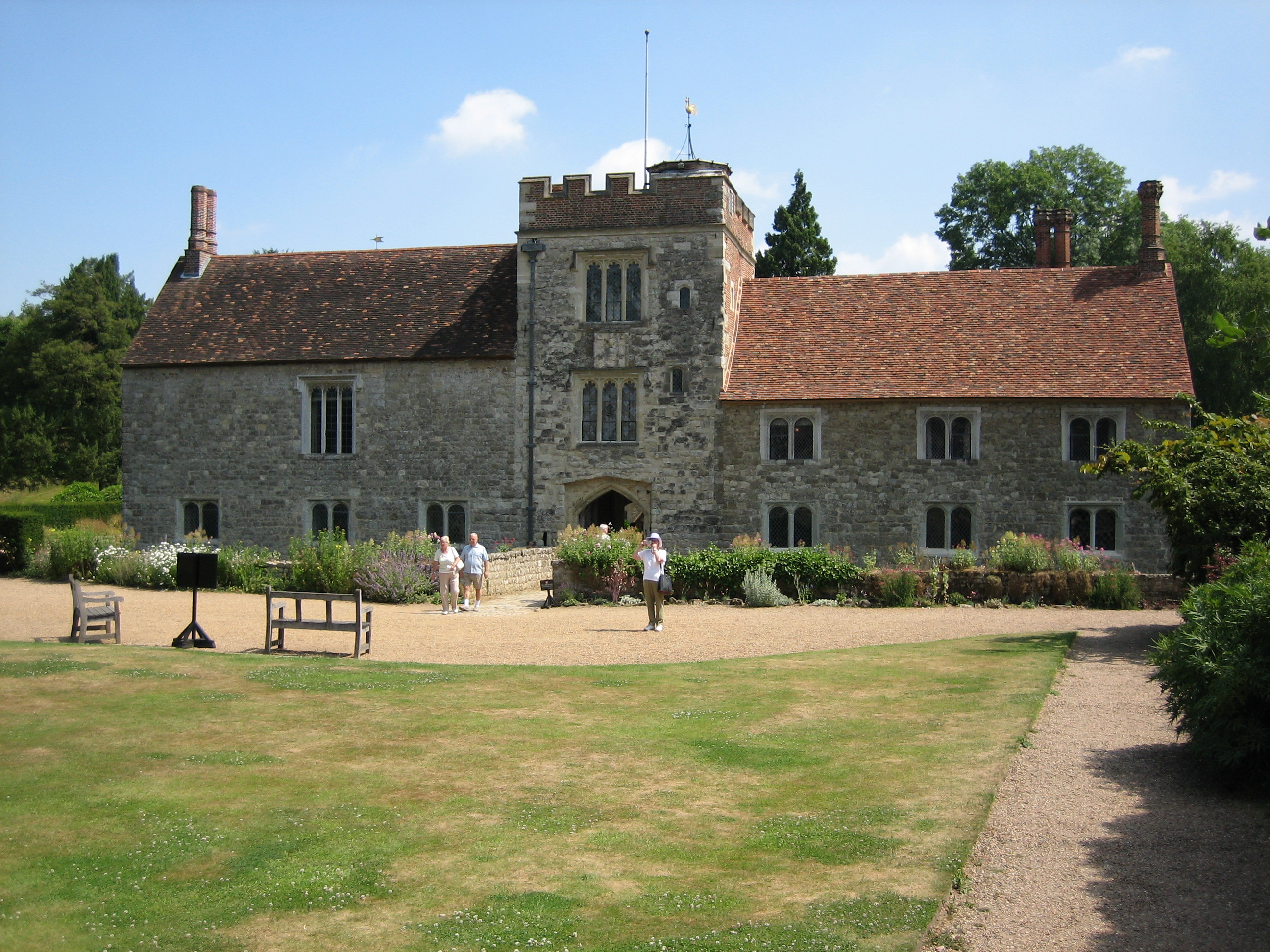
英格蘭的一處莊園大屋

莊園大屋 （manor house）是指中世紀時歐洲的莊園（manor）中，由貴族或紳士所有並建設的住宅。Manor一詞系派生自拉丁語的「停留」一詞。中世紀之後，莊園大屋幾乎和鄉村別墅的同義，但一般來說莊園大屋的所有者的身份比鄉村別墅稍低。現在莊園大屋保存最多的國家之一是英國，詳見英國鄉村別墅與大宅。今日眾多莊園別墅都改為民宿，或開發為休閒度假設施使用。